# Orsa Grönklitt
Orsa Grönklitt er et stort fritidsanlæg beliggende i Orsa kommun i Dalarna i det centrale Sverige.
Fritidsanlægget består udover en konferenceafdeling også af en campingplads, stugby og et fritidshusområde samt et antal skipister og spor til langrend. Stedet er muligvis mest kendt for Orsa Björnpark, en dyrepark med brun bjørn, kamtjatka bjørn, stor hornugle, rød ræv, ulv, los, jærv, isbjørn, amurtiger og persisk leopard. Isbjørneanlægget indviedes i maj 2009, hvor de to isbjørne Ewa og Wilbär holder til, som oprindeligt kommer fra dyreparker i henholdsvis Nederland og Tyskland. I juni 2010 indviedes leopardhegnet til fire persiske leoparder. Udenfor den indhegnede dyrepark findes desuden vilde ikke-indhegnede dyr, til og med bjørnehi i den vidtstrakte Orsa Finnmark.
Selskabet bag dyreparken har et spredt ejerskab, hvor Orsa kommun dog udgør hovedejeren. Virksomheden har i perioden 2009–2010 haft en stigende omsætning, og har udvidet antallet af ansatte fra 103 til 126.
Anlægget ligger på bjerget Grönklitt, hvor udsigten fra dets top 561 m.o.h. og 400 meter over Orsasjön er meget vidstrakt.